# Hyla savignyi
Hyla savignyi és una espècie de granota que es troba a Armènia, l'Azerbaidjan, Xipre, Egipte, Geòrgia, l'Iran, l'Iraq, Israel, Jordània, Líban, Aràbia Saudita, Síria, Turquia i el Iemen.
Està amenaçada d'extinció per la pèrdua del seu hàbitat natural.